# Leptogenys centralis
Leptogenys centralis är en myrart som beskrevs av Wheeler 1915. Leptogenys centralis ingår i släktet Leptogenys och familjen myror. Inga underarter finns listade i Catalogue of Life.